# باول كريستوف
باول كريستوف هو سياسي فرنسي، ولد في 10 فبراير 1971 في Les Sables-d'Olonne ‏ في فرنسا. نشط حزبياً في الجمهوريون. وقد انتخب Mayor of Zuydcoote ‏ (16 مارس 2008 – ) وانتخب member of the departmental council of Nord ‏ عن دائرة Canton of Dunkerque-2 ‏ وقد انضم خلال فترته النيابية ‏ (2 أبريل 2015 – ) للكتلة البرلمانية Union for the North group at the North Departmental Council ‏ وانتخب نائب فرنسي عن دائرة Nord's 14th constituency ‏ وقد انضم خلال فترته النيابية ‏ (21 يونيو 2017 – ) للكتلة البرلمانية UDI and Independents group ‏.